# Galeopsis ladanum
Galeopsis ladanum es una especie de planta fanerógama perteneciente a la familia Lamiaceae, es natural de Europa y Asia donde crece en terrenos rocosos.

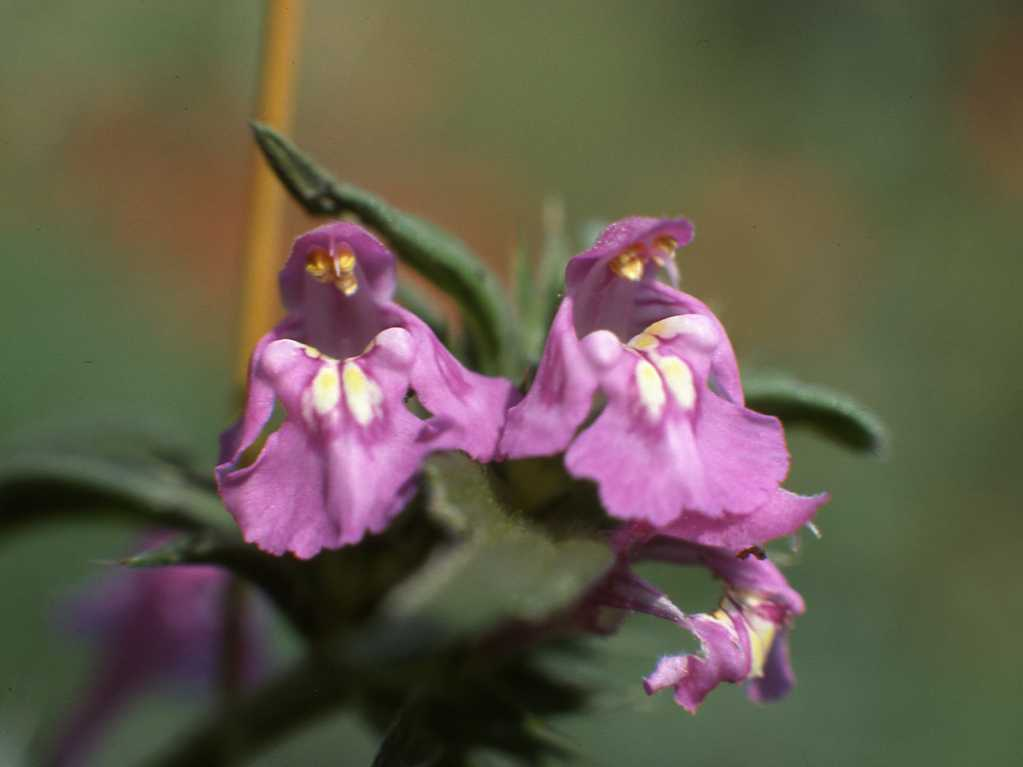
Flores.

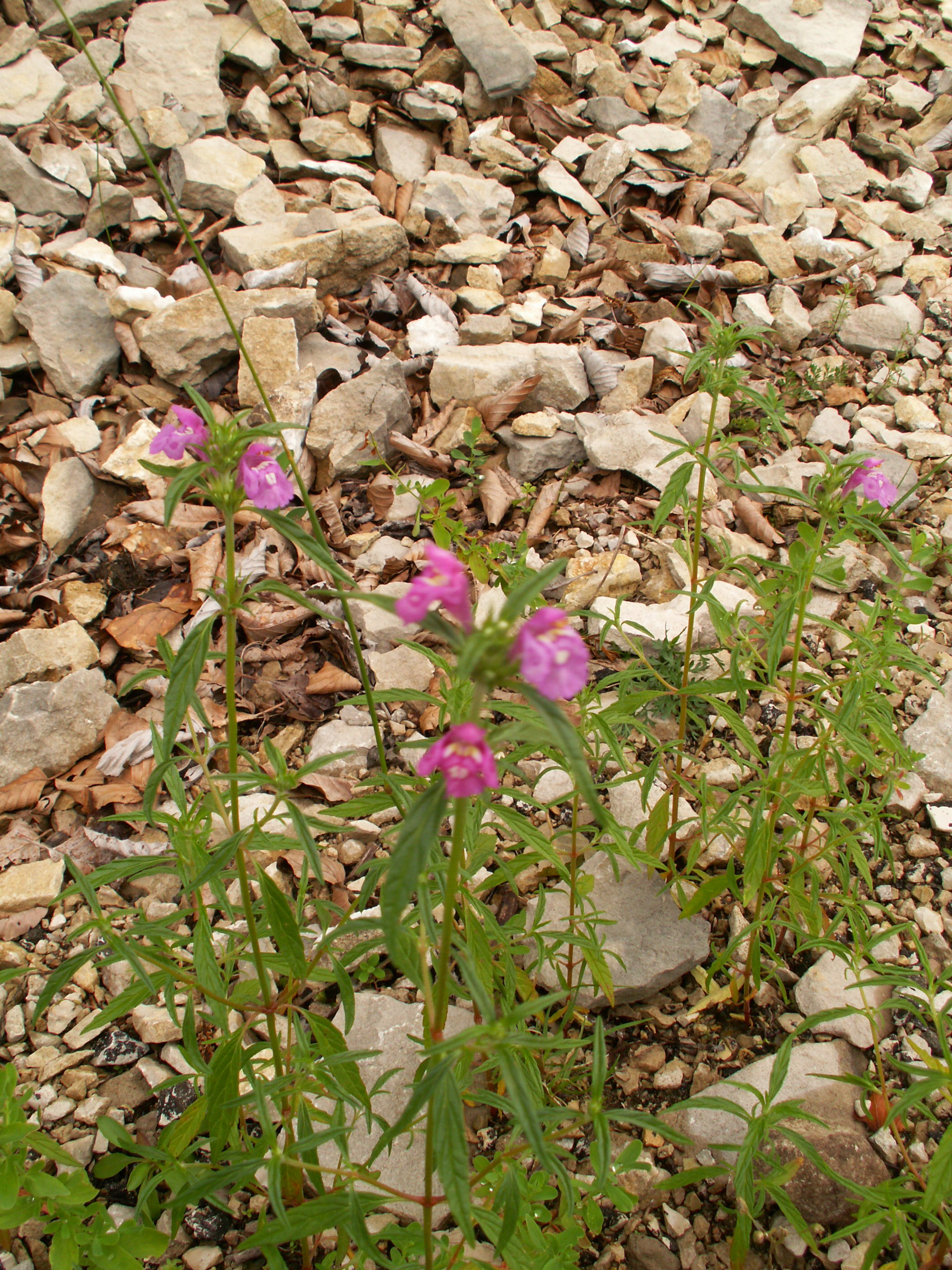
Vista de la planta en su hábitat

## Características
Es una hierba anual, algo pubescente, de unos 30 cm de altura. Tiene las hojas opuestas, con el margen algo dentado, estrechamente lanceoladas y atenuadas en pecíolo. Las flores se sitúan en la axila de pequeñas bractéolas punzantes, tienen los dientes del cáliz alargados y estrechos. La corola es purpúrea, con el labio manchado de blanco.

## Distribución y hábitat
Se encuentra en España en Barcelona, Castellón, Gerona, Lérida, Tarragona y Valencia en terrenos pedregosos de montaña poco móviles y con poca cubierta vegetal y mucha inclinación.  

## Taxonomía
Galeopsis ladanum, fue descrita por Carlos Linneo y publicado en Species Plantarum 2: 579. 1753.
Etimología
Galeopsis: nombre genérico creado por Linneo en 1753 pensando, en la forma de "casco" del labio superior de la corola. El término puede derivar del griego: galè = "comadreja" y opsis = "apariencia", y esto tal vez debido a que la flor se asemeja vagamente a una comadreja.
ladanum: epíteto del griego λεδανον que significa "goma ladanum"
Sinonimia
- Lamium ladanum (L.) Crantz, Stirp. Austr. Fasc., ed. 2, 4: 259 (1763).
- Tetrahit ladanum (L.) Moench, Methodus: 394 (1794).
- Dalanum ladanum (L.) Dostál, Folia Mus. Rerum Nat. Bohemiae Occid., Bot. 21: 10 (1984).
- Ladanella ladanum (L.) Pouzar & Slavíková, Cas. Nár. Muz. Rada Prír. 169: 42 (2000).
- Galeopsis intermedia Vill., Prosp. Hist. Pl. Dauphiné: 21 (1779).
- Ladanum purpureum Gilib., Fl. Lit. Inch. 1: 82 (1782), opus utique oppr.
- Galeopsis parviflora Lam., Encycl. 2: 600 (1788).
- Galeopsis latifolia Hoffm., Deutschl. Fl. 2: 8 (1791).
- Galeopsis arvensis Salisb., Prodr. Stirp. Chap. Allerton: 82 (1796).
- Galeopsis grandiflora M.Bieb., Fl. Taur.-Caucas. 2: 461 (1808), nom. illeg.
- Galeopsis micrantha Gray, Nat. Arr. Brit. Pl. 2: 734 (1821).
- Galeopsis segetum Gray, Nat. Arr. Brit. Pl. 2: 377 (1821), nom. illeg.
- Galeopsis glandulosa K.Koch, Linnaea 21: 681 (1849).
- Galeopsis filholiana Timb.-Lagr., Bull. Soc. Bot. France 1: 214 (1854).
- Galeopsis pyrenaica var. nana Willk. & Costa, Linnaea 30: 120 (1859).
- Galeopsis nepetifolia Timb.-Lagr., Billotia 1: 19 (1864).
- Galeopsis longiflora Timb.-Lagr. & Marcais in C.Magnier, Scrin. Fl. Select. 6: 116 (1887).
- Galeopsis intermedia var. longiflora (Timb.-Lagr. & Marcais) Nyman, Consp. Fl. Eur., Suppl. 2: 251 (1889).
- Galeopsis balatonensis Borbás, Term. Füz. 17: 66 (1894).
- Galeopsis flanatica Borbás, Term. Füz. 17: 68 (1894).
- Galeopsis litoralis Borbás, Term. Füz. 17: 65 (1894).
- Galeopsis marrubiastrum Borbás, Term. Füz. 17: 65 (1894).
- Tetrahit vulgare Bubani, Fl. Pyren. 1: 437 (1897).
- Galeopsis sallentii Cadevall & Pau, Bol. Soc. Esp. Hist. Nat. 7: 131 (1907).
- Galeopsis agrigena Koso-Pol., Izv. Imp. Bot. Sada Petra Velikago 16: 228 (1916).
- Galeopsis intermedia subsp. cebennensis Braun-Blanq., Catal. Pl. Massif Aigoual: 263 (1933).
- Ladanum intermedium (Vill.) Slavíková, Novit. Bot. Delect. Seminum Horti Bot. Univ. Carol. Prag. 1963: 42 (1963).[5]

## Nombre común
- Castellano: ortiga muerta.[6]